# 柏納·韋柏
柏納·韋伯（法語：Bernard Werber，1961年9月18日—）是一個法國科幻小說作家，其代表作為《螞蟻》、《螞蟻時代》、《螞蟻革命》等。

## 生平
柏納·韋柏生於1961年，於法國圖盧茲出生。柏納自7歲起已每天寫作，從14歲開始便發表小說創作；不過投身社會後，並沒有立即成為小說家，反而投身科技雜誌社，任職記者達差不多十年之久。在這期間，柏納對自然科學產生了濃厚的興趣，而之後更以此揉合種種他最感興趣的物事：死亡、螞蟻、人類起源等等，創作出一系列震撼人心的故事。柏納．韋柏曾說﹕「人類經常被自視為掌管地球資源的主人，但生命脆弱，戰亂一旦發生便會死傷眾多，但螞蟻不會，即使有天災或戰亂，牠亦能活下去，當中必定有其生存智慧。」
柏納於90年代創作科幻小說《螞蟻》，1991年開始，他陸續發表以螞蟻為題材的作品，其代表作《螞蟻》出版後大獲好評，其後《螞蟻時代》、《螞蟻革命》相繼出版，彙集成「螞蟻三部曲」，深受外國大學生及中學生喜愛。他的作品現已被翻譯成35種語言，售出超過一千萬本，是最受全球讀者歡迎的當代法國作家之一。他的作品不限於小說，更包括短篇故事、劇本等等。他的作品《Nos amis les Terriens》更曾於2007年拍成電影，並由著名導演克勞德·雷路許執導。柏納被問到如何能生動描繪螞蟻習性時，他微笑說︰「牠是我的朋友，我家有一個大水缸，住了2000隻蟻。」

## 作品列表
螞蟻三部曲 (The Ants trilogy, Les Fourmis trilogy)：
- 《螞蟻》（Les Fourmis, 1991）
- 《螞蟻時代》（Le Jour des Fourmis, 1994）
- 《螞蟻革命》（La Révolution des Fourmis, 1996）

天使系列 (The "Angels" cycle)：
- 《豬儸紀》(Les Thanatonautes, 1994)
- 《天使帝國》(L'Empire des Anges, 2000)

諸神三部曲 (The "Gods" cycle)，天使系列續作：
- 《天神實習生》（Nous, les Dieux, 2004）
- 《天神私房課》（Le Souffle des Dieux, 2005）
- 《失格的天神》（Le Mystère des Dieux, 2007）
- 《大於十的死罪》短篇集 (L'Arbre des possibles)